# Bả dột
Ba dót hay bả dột (danh pháp hai phần: Eupatorium triplinerve) là một loài thực vật có hoa trong họ Cúc. Loài này được Vahl mô tả khoa học đầu tiên năm 1794.